# Carlos Alomar
Carlos Alomar är en gitarrist, kompositör och arrangör född 9 januari 1951 i Ponce, Puerto Rico, men uppväxt i New York, USA.
Efter att ha arbetat som musiker mer i skymundan sedan slutet av 1960-talet fick han 1974 kontakt med David Bowie. Han började spela in låtar med Bowie på albumet Young Americans. Alomar samskrev även albumets stora hitlåt Fame tillsammans med Bowie och John Lennon. Fame blev Bowies första listetta i USA. 
Alomar spelar gitarr på några av Bowies mest prisade album så som Station to Station, Berlin-trilogin (1977-79); Low, "Heroes" och Lodger, samt Scary Monsters (and Super Creeps). Under samma era spelade han även gitarr på Iggy Pop-albumen The Idiot och Lust for Life. Efter 1980 var Alomars medverkan på Bowies album mer sporadisk, men han spelar på Tonight (1984) Never Let Me Down (1987), Outside (1995), Heathen (2002) och Reality (2003). 
1985 samskrev Alomar två låtar till Mick Jaggers soloalbum She's the Boss. Året efter medverkade han på Paul McCartneys LP Press To Play. 
År 1988 släppte Carlos Alomar sitt hittills enda soloalbum, Dream Generator.